# Нанкагуа
Нанкагуа (ісп. Nancagua) — місто в Чилі. Адміністративний центр однойменної комуни. Населення - 6846 осіб (2002). Місто і комуна входить до складу провінції Кольчагуа і регіону Лібертадор-Хенераль-Бернардо-О'Хіггінс.
Територія — 111 км². Чисельність населення — 17 833 мешканців (2017). Щільність населення — 160,7 чол./км².

## Розташування
Місто розташоване за 69 км на південний захід від адміністративного центру області міста Ранкагуа та за 28 км на захід від адміністративного центру провінції міста Сан-Фернандо.
Комуна межує:
- на півночі - з комуною Сан-Вісенте-де-Тагуа
- на сході — з комуною Пласілья
- на південному сході - з комуною Чимбаронго
- на південному заході - з комуною Чепіка
- на заході - з комуною Санта-Крус